# Christian Diener
Christian Diener (Cottbus, 3 de junio de 1993) es un deportista alemán que compite en natación, especialista en el estilo espalda.
Ganó dos medallas en el Campeonato Mundial de Natación en Piscina Corta de 2021, dos medallas en el Campeonato Europeo de Natación, plata en 2014 y bronce en 2018, y ocho medallas en el Campeonato Europeo de Natación en Piscina Corta entre los años 2011 y 2019.
Participó en dos Juegos Olímpicos de Verano, en los años 2016 y 2020, ocupando el séptimo lugar en Río de Janeiro 2016, en la prueba de 200 m espalda.

## Palmarés internacional
| Campeonato Mundial en Piscina Corta | Campeonato Mundial en Piscina Corta | Campeonato Mundial en Piscina Corta | Campeonato Mundial en Piscina Corta |
| Año                                 | Lugar                               | Medalla                             | Prueba                              |
| ----------------------------------- | ----------------------------------- | ----------------------------------- | ----------------------------------- |
| 2021                                | Abu Dabi (EAU)                      | Medalla de plata                    | 50 m espalda                        |
| 2021                                | Abu Dabi (EAU)                      | Medalla de bronce                   | 200 m espalda                       |
| Campeonato Europeo                  |                                     |                                     |                                     |
| Año                                 | Lugar                               | Medalla                             | Prueba                              |
| 2014                                | Berlín (Alemania)                   | Medalla de plata                    | 200 m espalda                       |
| 2018                                | Glasgow (Reino Unido)               | Medalla de bronce                   | 4 × 100 m estilos                   |
| Campeonato Europeo en Piscina Corta |                                     |                                     |                                     |
| Año                                 | Lugar                               | Medalla                             | Prueba                              |
| 2011                                | Szczecin (Polonia)                  | Medalla de bronce                   | 4 × 50 m estilos                    |
| 2013                                | Herning (Dinamarca)                 | Medalla de oro                      | 4 × 50 m estilos mixto              |
| 2013                                | Herning (Dinamarca)                 | Medalla de plata                    | 50 m espalda                        |
| 2013                                | Herning (Dinamarca)                 | Medalla de bronce                   | 200 m espalda                       |
| 2013                                | Herning (Dinamarca)                 | Medalla de bronce                   | 4 × 50 m estilos                    |
| 2019                                | Glasgow (Reino Unido)               | Medalla de plata                    | 50 m espalda                        |
| 2019                                | Glasgow (Reino Unido)               | Medalla de plata                    | 100 m espalda                       |
| 2019                                | Glasgow (Reino Unido)               | Medalla de plata                    | 200 m espalda                       |